# Elimar von Dornberg
Elimar, barón de Dornberg (3 de agosto de 1893-Oberstdorf, 1 de mayo de 1917) fue un noble y militar alemán, hijo morganático del príncipe Enrique de Hesse.

## Biografía
Fue el único hijo del matrimonio formado por el príncipe Enrique de Hesse (hermano de Luis IV, gran duque de Hesse) y Emilia Hržič-Topuska, noble croata y cantante de ópera. En el momento de su nacimiento, reinaba en el gran ducado de Hesse su primo hermano, Ernesto Luis. Elimar tuvo un medio hermano por parte de padre, fruto de su primer matrimonio morganático,el conde Karl zu Nidda.
La familia vivió en Múnich. En 1895, Elimar y su madre fueron elevados al rango de barón por Ernesto Luis de Hesse.
Quedó huérfano de padre en 1900. Su madre contrajo un segundo matrimonio con el noble bávaro, el barón Maximilian von Bassus, en 1906. De este matrimonio, tendría un medio hermano, el barón Thomas von Bassus (1907-).
Durante su adolescencia fue paje en la corte del rey de Baviera, Otón I.
Participó en la Primera Guerra Mundial como parte del ejército bávaro, en donde llegaría al grado de teniente. Murió en la localidad bávara de Oberstdorf. Nunca contrajo matrimonio y no tuvo hijos.
Fue herido en la Primera Guerra Mundial y pasó parte de su convalecencia en la ciudad balneario de Oberstdorf en Baviera. Fallecería en ese lugar debido a una avalancha de nieve que cayó sobre él, habiéndose acercado a ver el resultado de otra avalancha pese a las advertencias en contra por parte de la población local.
Fue enterrado en el mausoleo de su familia paterna en Rosenhöhe, Darmstadt.